# 1,4-циклогексадиен
1,4-циклогексадиен является легковоспламеняющейся и токсичной прозрачной бесцветной жидкостью с формулой(C6H8). Нерастворим в воде.

## Синтез
1,4-циклогексадиен и полученные из него циклоалкены могут быть синтезированы из бензола с использованием лития или натрия в жидком аммиаке путём восстановления по Бёрчу.

## Свойства
1,4-циклогексадиен представляет собой бесцветную жидкость, которая кипит при 88-90 °C.
Окисление до бензола происходит легко. Движущей силой реакции является формирование ароматического соединения. Он подходит для восстановления промежуточных радикалов, которые образуются в реакциях раскрытия кольца, опосредованных переносом электрона.